# Quaestus nuptialis
Quaestus nuptialis es una especie del escarabajo del género Quaestus, familia Leiodidae. Fue descrito por Francesc Español en 1973.

## Distribución
Se encuentra en España.